# Taru Tuukkanen
Taru Tellervo Tuukkanen (Helsinki, 30 dicembre 1977) è una cestista e allenatrice di pallacanestro finlandese.

## Carriera
È stata selezionata dalle New York Liberty al quarto giro del Draft WNBA 2001 (57ª scelta assoluta).